# Centromyrmex hamulatus
Centromyrmex hamulatus är en myrart som först beskrevs av Vladimir Aphanasjevich Karavaiev 1925.  Centromyrmex hamulatus ingår i släktet Centromyrmex och familjen myror. Inga underarter finns listade.